# Râul Valea lui Adrian
Râul Valea lui Adrian este un afluent al Pârâului de Câmpie din județul Mureș

## Hărți
- Harta județului Mureș